# 曾保堂
曾保堂（1911年—1989年），中国人民解放军将领、中国人民解放军开国少将。
曾任山西军区副司令员。1955年，授予中国人民解放军少将。